# 215 г. пр.н.е.
215 (двеста и петнадесетта) година преди новата ера (пр.н.е.) е година от доюлианския (Помпилийски) римски календар.

## Събития

### В Римската република
- За Консули са избрани Луций Постумий Албин и Тиберий Семпроний Гракх.
- Избраният консул Албин е убит в битка преди да има възможност да встъпи в длъжност. Поради това за суфектконсул е избран Марк Клавдий Марцел, което представлява второто му избиране за длъжността в хода на кариерата му, но и той е принуден да се откаже от поста след като изборът е обявен за невалиден. Най-накрая за длъжността е избран Квинт Фабий Максим, който заема поста за трети път през кариерата си.[1][2]
- По предложение на народния трибун Гай Опий е приет закона Lex Oppia, който е първият от поредица закони срещу разкоша.[1]
- Консулите ръководят походи в Кампания и Самниум, където отвоюват няколко градове.[1][2]
- Ханибал не успява да завладее Нола и Куме.[1]
- Хаздрубал Плешиви извършва неуспешно нападение на остров Сардиния.[1]
- Посредством пратеници, цар Филип V Македонски започва преговори за съюз с Ханибал като предлага да атакува римските позиции в Илирия, но римляните разбират за това и изпращат претора Марк Валерий Левин с два легиона при Брундизий, за да пази от евентуален морски десант.[1][3]

### В Испания
- Братът на Ханибал Хасдрубал Барка е пресрещнат и победен от братята Сципиони, Публий Корнелий Сципион и Гней Корнелий Сципион Калв, на юг от река Ебро, което осуетява намеренията му да поеме с картагенски подкрепления по суща към Италия.[2]

### В Сицилия
- Умира Хиерон II, който е наследен от своя внок Хероним, които изпраща пратеници за преговори с картагенците.[1]

## Родени
- Антиох IV Епифан, сирийски цар от династията на Селевкидите (умрял 163 г. пр.н.е.)

## Починали
- Хиерон II, древногръцки владетел на Сиракуза (роден 308 г. пр.н.е.)